# Zweirad Union 115/155

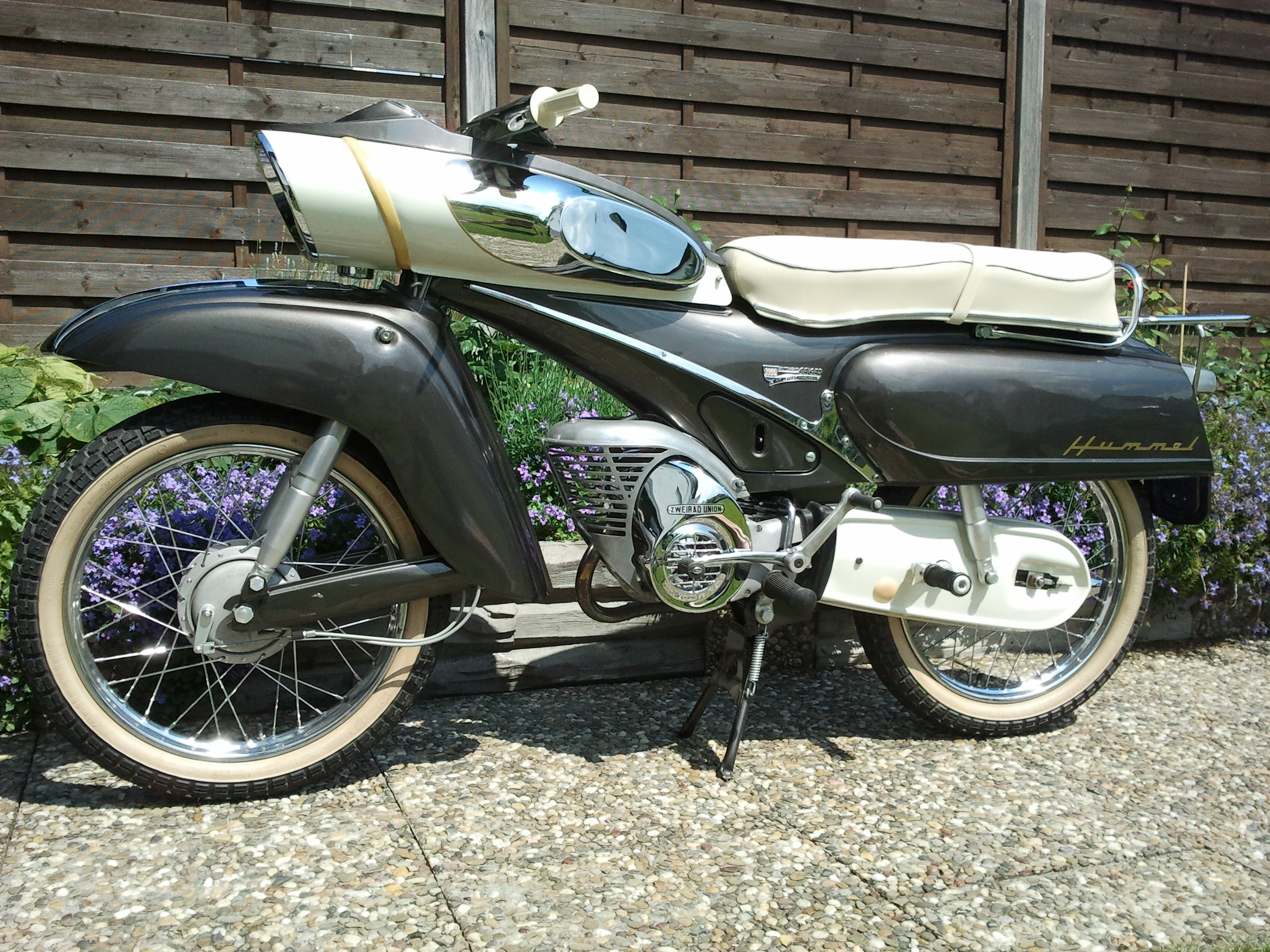
DKW Hummel type 115

De Zweirad Union type 115/155 was een brom-/motorfietsmodel van West-Duits fabricaat. De tweewieler werd door de samenwerkende fabrikanten DKW, Victoria en Express vanaf 1960 gedurende enkele jaren uitgebracht als bromfiets onder type 115 en onder type 155 als motorfiets.
Het model had een futuristische vormgeving en onder meer een benzinetank die een geheel vormde met de behuizing van de koplamp. Vanwege zijn opvallende verschijning ontstonden bij-/spotnamen die verwezen naar een banaan en in Nederland werd de tweewieler ook wel Spoetnik genoemd. De bromfietsversie was voorzien van een tweetakt krachtbron met geforceerde luchtkoeling, drie voetbediende versnellingen en twee pk. De motorfietsversie produceerde zo'n vier pk.